# Basilika St. Josef (Buenos Aires)

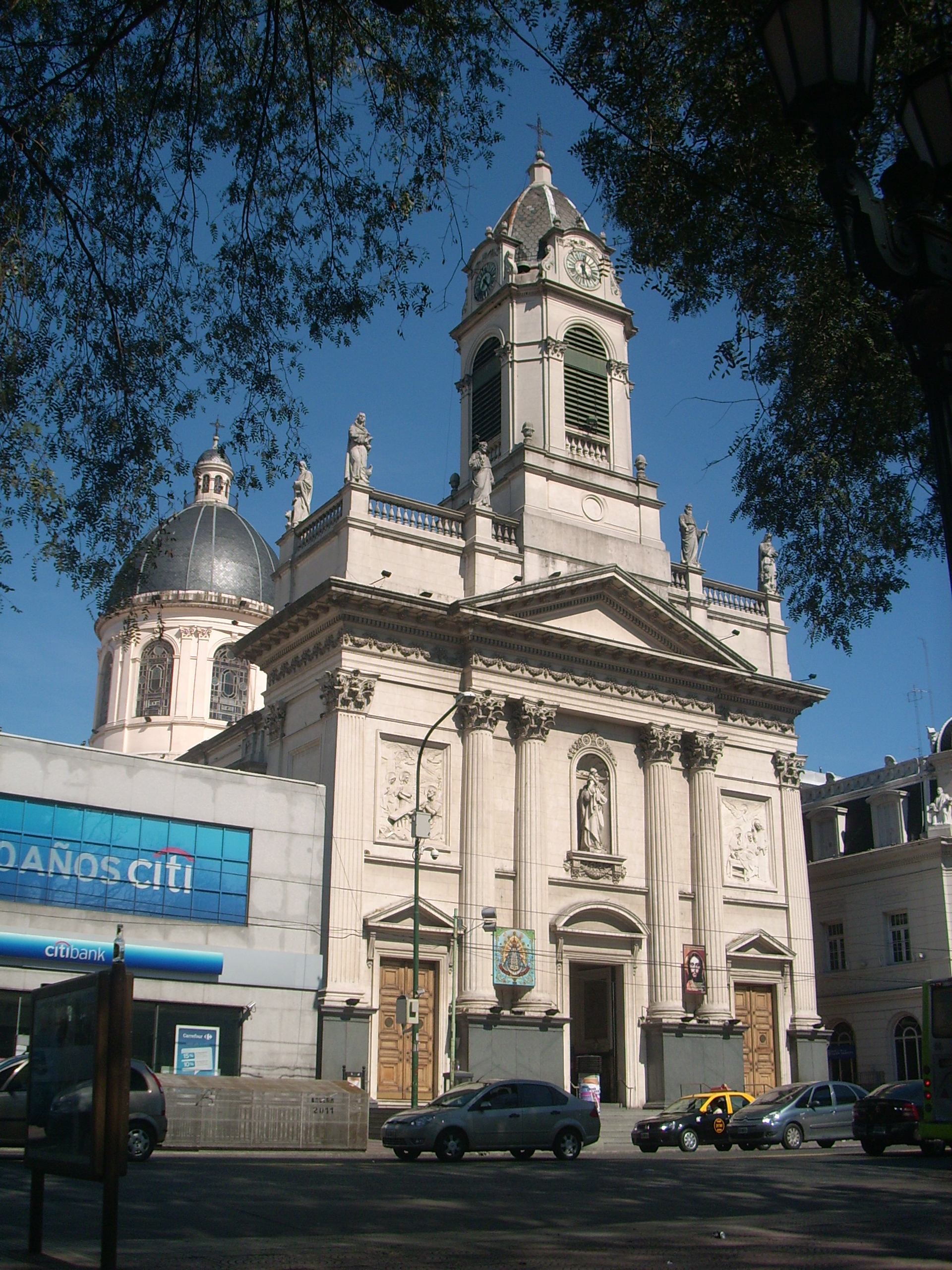
Fassade der Basilika

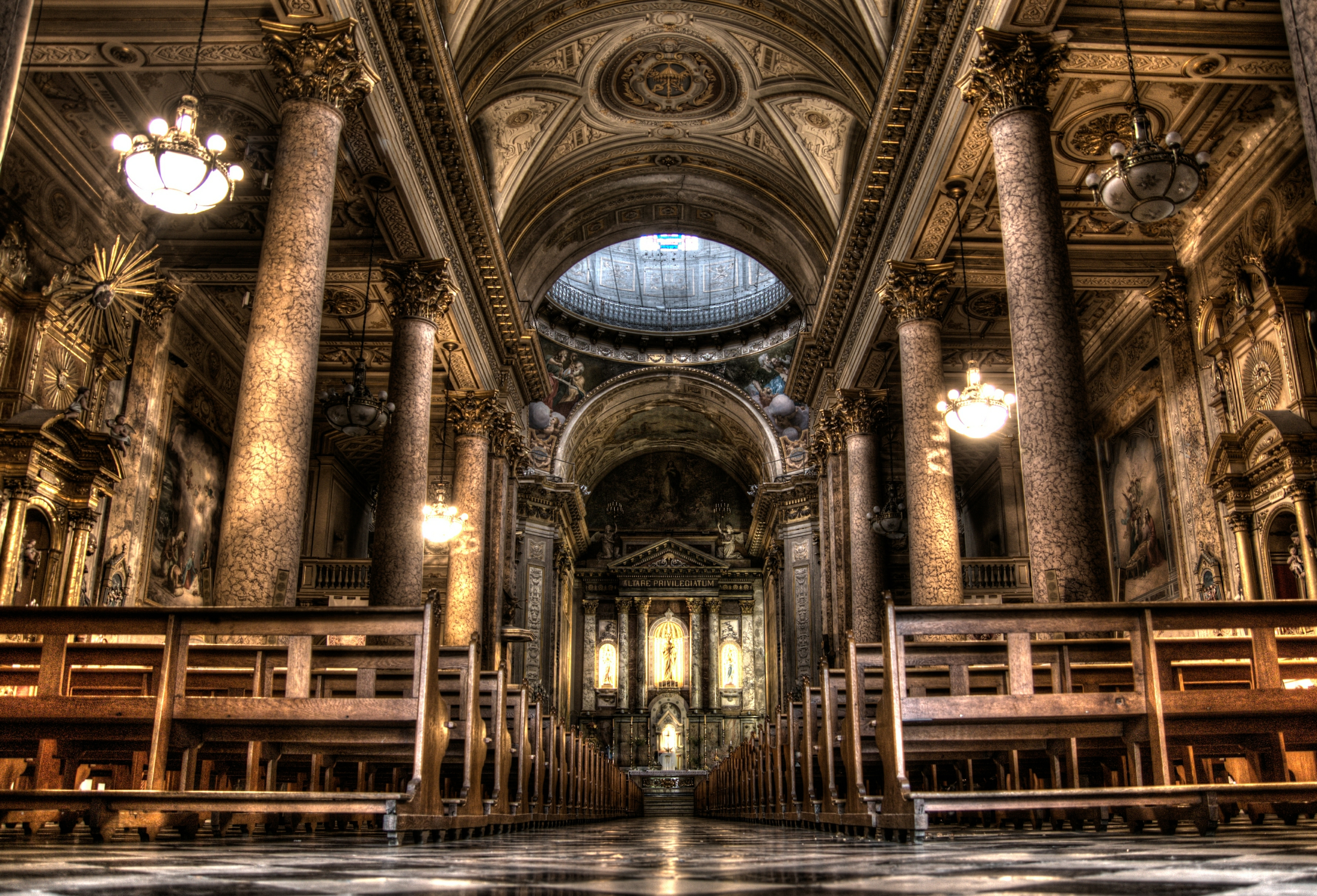
Innenraum

Die Basilika St. Josef (spanisch Basilica de José de Flores) ist eine römisch-katholische Kirche im Stadtteil Flores von Buenos Aires, der Hauptstadt Argentiniens. Die Kirche des Erzbistums Buenos Aires ist dem hl. Josef gewidmet und trägt den Titel einer Basilica minor. Sie wurde in den 1880er Jahren im Stil des Eklektizismus errichtet.

## Geschichte
Nach der Gemeindegründung von San José de Flores 1806 wurde ab 1810 an einer Kirche gebaut. Nach langsamem Baufortschritt wurde die klassizistische Kirche 1831 von Bischof Mariano Medrano y Cabrera in Anwesenheit des Gouverneurs von Buenos Aires geweiht. Die endgültige Fertigstellung von Portikus und zweitem Turm erfolgte bis 1833. Die Kirche wurde bis 1883 genutzt.
Der neue Pfarrer Feliciano de Vita begann ab 1878 mit der Planung einer größeren und den im Gebiet entstandenen Residenzen angemessenen Kirche. Am 4. Mai 1879 wurde der Grundstein für die neue Kirche gelegt, bald wurden die Pläne der italienischen Architekten Benito Panunzi und Emilio Lombardo fertiggestellt. Der Bau wurde durch die Architekten Andrés Simonazzi und Tomás Allegrini geleitet. Am 18. Februar 1883 wurde die heutige Kirche von Monsignore Federico Aneiros geweiht. Während einer großen Volksfeier waren der Gouverneur Juan José Dardo Rocha und Frau Felisa Dorrego de Miró die Paten der Kirche.
Die Kirche wurde am 20. Januar 1912 von Papst Pius X. zu einer Basilica minor erhoben, verkündet durch den Erzbischof von Buenos Aires, Mariano Antonio Espinosa. Hierbei wurden sechs Gemälde über das Leben des heiligen Josef installiert, aus Rom kamen Reliquien und ein Bildnis der hl. Kolumba von Sens. Im April wurde die Orgel feierlich geweiht. Am 1. Juli 1916 wurde die Basilika dem Heiligsten Herzen Jesu geweiht. Am 28. Oktober 1956 wurde das Bildnis des heiligen Josef nach Genehmigung von Papst Pius XII. kanonisch gekrönt. 2006 wurde die Kirche unter Denkmalschutz gestellt.

## Architektur
Die Kirche wurde im Stil des Eklektizismus mit starken klassizistischen und neobarocken Bezügen entworfen. Hinter einem Säulenportikus erstreckt sich die dreischiffige Basilika, deren hohe Vierungskuppel einen Tambour besitzt. Das Mittelschiff ist mit einem Tonnengewölbe überdacht, das durch Fenster der Stichkappen beleuchtet wird. Die Seitenschiffe sind mit Kassettendecken bedeckt.